# Музей AZ
Музей АZ (ранее Музей АЗ) — частный музей российского художника Анатолия Тимофеевича Зверева. Располагается в Москве на 2-й Тверской-Ямской улице, 20-22.

## Идея создания
Музей АZ был основан в 2013 году. Его создателями стали коллекционер Наталия Опалева и арт-куратор Полина Лобачевская. Идея создания музея возникла в 2012 году, когда в Новом Манеже прошла выставка «Зверев в огне». На выставке были представлены работы Зверева из коллекции Георгия Костаки — они чудом уцелели в пожаре, который произошел в 1976 году на даче Костаки в подмосковной Баковке. В течение месяца выставку посетило свыше 30 тысяч человек. Интерес публики к творчеству Зверева и стал отправной точкой для создания музея.
Идея создания музея была поддержана дочерью Георгия Костаки Алики — она подарила более 600 работ Зверева музею. Этот дар стал поводом для ещё одной выставки, которая состоялась в 2014 году и представляла ещё не построенный, но уже существующий Музей АZ — «Анатолий Зверев. На пороге нового музея». В течение месяца выставку посетило свыше 40 тысяч человек. На выставке был представлен Издательский проект Музея АZ.

## Коллекция
В основу коллекции Музея АZ легли работы из собрания Георгия Костаки (дар Алики Костаки), коллекции Александра Румнева и семьи Габричевских, частное собрание Наталии Опалевой. D фондах Музея АZ находятся свыше 1500 работ Анатолия Зверева и художников его круга (в 2020 году — 1255 работ Анатолия Зверева, 532 работы художников-шестидесятников, 120 работ современных художников).
В собрании Музея также находятся архивные документы, связанные с жизнью и творчеством Анатолия Зверева.
С момента открытия Музея его концепция привязана к форме «изосериала» — несмотря на огромные запасники Музея, здесь нет постоянной экспозиции. Сменяющие друг друга выставки позволяют постепенно изучить творчество художников-нонконформистов.
Анна Толстова в Коммерсантъ-Weekend в 2015 году отмечала, что музей пытается эксплуатировать старый отживший миф о простодушном гении. По мнению Толстовой, попытки сделать громкое имя и сильно поднять цену работ этого вполне квалифицированного и весьма расчётливого художника силами Костаки и других влиятельных коллекционеров уже предпринималась ранее, причём без достижения желаемого результата. Тот же Костаки уже пробовал продавать его работы по хорошей цене дипломатам (сделав из него «Русского Поллока»), но отступился от этого. Музей же пытается пройти этот спорный путь снова. «Ведомости» также отметили открытие музея.